# Телекинопроектор
Телекинопрое́ктор, телекинопереда́тчик, телекинода́тчик — устройство для преобразования изображения на киноплёнке в телевизионный видеосигнал. По ГОСТ 21879—88 телекинодатчиком считается телевизионный датчик, предназначенный для телевизионного анализа передаваемого кинофильма при помощи оптоэлектронного преобразования. При наличии на воспроизводимой фильмокопии совмещённой фонограммы она также преобразуется в звуковой сигнал. Первые телекинопроекторы были неотъемлемой частью телевизионного вещания. В настоящее время они часто сочетают функции сканера киноплёнки и кроме телевидения применяются в цифровом кинопроизводстве и для архивирования кинофильмов.

## Принцип действия
Телекинопроектор состоит из лентопротяжного механизма, перемещающего киноплёнку, и считывающего устройства, преобразующего оптическое изображение в видеосигнал.
Главную сложность телекинопроекции составляет очень малая длительность обратного хода кадровой развёртки, не позволяющая выполнять перемещение киноплёнки на шаг кадра за это время. Поэтому для преобразования изображения с киноплёнки используются технологии проекции отдельных кадриков на мишени передающих трубок «с накоплением» во время обратного хода или «сканирование бегущим лучом», впервые применённое Манфредом фон Арденне в 1931 году.
Последний способ основан на проецировании на киноплёнку изображения специального кинескопа, свет от которого попадает на фотоэлектронный умножитель или лавинный фотодиод. Такая технология телекинопроекции была самой распространённой до появления полупроводниковых преобразователей свет-сигнал, поскольку основана на непрерывном движении киноплёнки. Экран кинескопа сканировался электронным лучом, освещая каждую точку кинокадра синхронно с телевизионной разверткой. Поэтому в каждый момент времени до фотоэлемента доходило разное количество света, зависящее от оптической плотности сканируемой в это время точки киноизображения. В результате, фотоумножитель давал пульсирующий ток, зависящий от колебаний плотности киноплёнки и синхронный с развёрткой кинескопа, то есть видеосигнал. В цветном телевидении использовались три преобразователя света в видеосигнал — по одному на каждый цветовой канал. Цветоделение осуществлялось дихроичными зеркалами или призмами.
Кроме технологии «бегущего луча» использовались трубки с накоплением (чаще всего, супериконоскоп) и импульсная проекция кадров киноплёнки, движущейся прерывисто. Экспонирование фотокатода происходило в момент обратного хода развёртки, а считывание остаточного потенциального рельефа осуществлялось во время прямого хода коммутирующего луча, одновременно с перемещением плёнки. Технологии «бегущего луча» и «трубок с накоплением» существовали вплоть до начала 1980-х годов, когда появились первые телекинопроекторы, основанные на применении полупроводниковых матриц. ПЗС-матрицы подняли качество преобразования киноизображения и сделали возможным получение кинематографического качества получаемого электронного сигнала. Кроме полнокадровых прямоугольных сенсоров, более характерных для сканеров, в современных телекинопроекторах часто используются линейные однострочные ПЗС, считывающие изображение при непрерывном движении киноплёнки.
Использование телекинопроекции для демонстрации телефильмов в некоторых случаях избавляло от печати позитивной фильмокопии. Считывание изображения осуществлялось непосредственно с негатива с последующим электронным обращением в позитив.
Для обеспечения непрерывности кинопоказа в телестудии устанавливались два или более постов телекинопроекции, коммутация изображения с которых осуществлялась специальной оптической системой, чаще всего — зеркалом, направлявшим свет от разных кинопроекторов на передающий модуль. В случае использования технологии «бегущего луча» каждый телекинопроектор оснащался передающими трубками и коммутация осуществлялась видеомикшером. Современное телевидение предусматривает предварительную видеозапись сигнала телекинопроектора с последующей электронной склейкой частей фильма.

## Интерполяция частоты кинопроекции
Общемировой стандарт частоты киносъёмки и кинопроекции 24 кадра в секунду не создаёт больших проблем при переводе киноизображения в Европейские телевизионные стандарты разложения, основанные на кадровой частоте в 25 кадров в секунду. Фильмокопия при этом «разгоняется» в телекинопроекторе до 25 кадров в секунду, что практически незаметно для зрителя. Съёмка телефильмов, специально предназначенных для телевидения, ведётся с частотой 25 кадров в секунду. 
Более серьёзная проблема возникает при телекинопроекции в американских системах телевидения стандартной и высокой чёткости, которые основаны на кадровой частоте 30 кадров в секунду. Увеличение частоты проекции до 30 кадров в секунду совершенно неприемлемо, так как приводит к ускорению движения на экране, заметному для любого зрителя, а также к значительному искажению звука фонограммы. Прямой перевод изображения, проецируемого с нормальной частотой, приводит к появлению тёмных полос, движущихся по телеэкрану сверху вниз. 

### Преобразование 3:2
Для разрешения конфликта систем применяется интерполяция кадровой частоты.
При этом происходит преобразование, называемое профессионалами 3:2 (три вторых), или, что почти то же самое — 2:3.
В большинстве систем вещательного телевидения используется чересстрочная развертка, что означает передачу каждого кадра изображения двумя полукадрами (полями), каждый из которых содержит только половину строк. Чётные поля содержат чётные строки, а нечётные поля — нечётные. В американских стандартах цветного телевидения за секунду передаётся 59,94 поля. Преобразование 3:2 предполагает добавление третьего поля к каждому второму кадру, передаваемому телекинопроектором. При этом, скорость проекции с 24 кадров в секунду снижается до 23,976. Разница составляет 0,1 % и незаметна для зрителя. Двухчасовой фильм становится длиннее на 7,2 секунды. Сочетание такой скорости кинопроекции с точной частотой 29,97 кадра в секунду стандарта NTSC соответствует соотношению 4:5, то есть 4 кадра фильма по времени равны 5 кадрам видео. Эти 4 кадра при преобразовании «растягиваются» на 5 добавлением двух лишних телевизионных полей, повторяющих соседние. То есть, 4 кадрам киноплёнки в результате соответствуют не 8, а 10 полукадров.
Если кинокадры обозначить, как А, Б, В и Г, то при телекинопроекции кадр А преобразуется в два поля, кадр Б — в три, кадр В — снова в два, а кадр Г — в три. Если назвать поля, получаемые из кинокадра той же буквой, то получится последовательность полей А-а-Б-б-Б-в-В-г-Г-г. Прописными буквами обозначены нечётные поля, строчными — чётные. Количество одинаковых полей будет 2-3-2-3 или, если проще — 2-3. Получаются 5 телевизионных кадров, состоящие из полей: Аа-Бб-Бв-Вг-Гг. Два из пяти телевизионных кадров состоят из полей, попавших из соседних кинокадров. Но для зрителя это незаметно. Цикл преобразования повторяется непрерывно каждые четыре кинокадра. Преобразование 3:2 отличается от 2:3 только тем, что в первом удваивание полей происходит в нечётных кадрах, что лучше соответствует современным стандартам кодирования SMPTE.
На заре телекинопроекции для удвоения полей использовались специальные запоминающие устройства (линии задержки), вмещавшие одно поле изображения. Такой способ преобразования неизбежно приводил к «стробированности» изображения, заметному для зрителей, но наилучшим образом решал проблему. Аналогичные технологии применялись в кинорегистраторах видеосигнала, работавших на стандартной частоте киносъёмки, и при переводе видеозаписей, сделанных в американском стандарте разложения в европейский и наоборот. В настоящее время для преобразования кадровых частот разных стандартов разложения применяется компьютерная интерполяция, при которой вычисляются промежуточные кадры. Это устраняет стробированность и другие артефакты движения в видео.

### Преобразование 2:2
При телекинопроекции в европейском стандарте разложения, ускорение киноплёнки до 25 кадров в секунду приводит к ускорению движения и фонограммы всего на 4 процента. Это почти незаметно для зрителя, однако звук становится выше на 0,7067 полутона. Эффект можно компенсировать электронным понижением тона звукового сопровождения, что не всегда приемлемо. Поэтому при телекинопроекции музыкальных фильмов или фильмов, где скорость движения особенно важна, применяется добавление лишнего поля к каждому 12-му кадру. Современная компьютерная интерполяция позволяет преобразовывать 24 кадра в секунду в 25 с высокой точностью и плавностью.

### Другие стандарты преобразования
Преобразование кадровой частоты также применяется при телекинопроекции фильмов, снятых с «немой скоростью», то есть с частотой, стандартной для немого кинематографа — 16 кадров в секунду или других. Это относится и к любительским киносъёмкам, сделанным с частотой 18 кадров в секунду, стандартной для формата киноплёнки «Супер-8».
- 16 к/сек в европейский стандарт 25 к/сек - преобразование 3:3:3:3:3:3:3:4. Лучший результат даёт изменение частоты проекции до 16,67 кадров в секунду. В этом случае преобразование упрощается до знакомого 3:2.
- 16 к/сек (точная частота 15,985) при переводе в 30 кадров в секунду (29,97) применяется преобразование 3:4:4:4
- 18 к/сек (точная частота 17,982) в частоту 30 к/сек требует преобразования 3:3:4.

Технологии преобразования частоты кинопроекции в американскую кадровую частоту 30 к/сек привносит в изображение неизбежную стробированность, слабую, но заметную, особенно при медленном панорамировании камеры. Поэтому в странах, где принят американский телевизионный стандарт разложения, существуют технологии, позволяющие высококачественный просмотр кинофильмов на бытовых видеоплеерах. Некоторые высококачественные DVD-плееры или видеомагнитофоны способны распознавать преобразованное видео и производить обратное преобразование для демонстрации с исходной частотой кинопроекции в 24 кадра в секунду. Эта технология называется «обратным преобразованием» и предполагает просмотр на высококачественном мониторе с прогрессивной разверткой.

## Качество телекинопроекции
Особенностью показа кинофильма на киноплёнке по телевидению является ухудшение градационных характеристик изображения и уменьшение количества полутонов. Телекинопроекция обычной чёрно-белой фильмокопии, предназначенной для кинотеатров, приводит к получению на телеэкране контрастного изображения с грубыми полутонами. Ещё сложнее обстоит дело при телекинопроекции цветных фильмов. Поэтому, для демонстрации по телевидению печатаются специальные фильмокопии с пониженным контрастом, чтобы скомпенсировать искажения, привносимые элементами телекинопроектора. Компания Eastman Kodak выпускает специальный тип киноплёнки «Teleprint Film» для печати фильмокопий, предназначенных для телекинопроекции.